# Substituto de pólvora negra

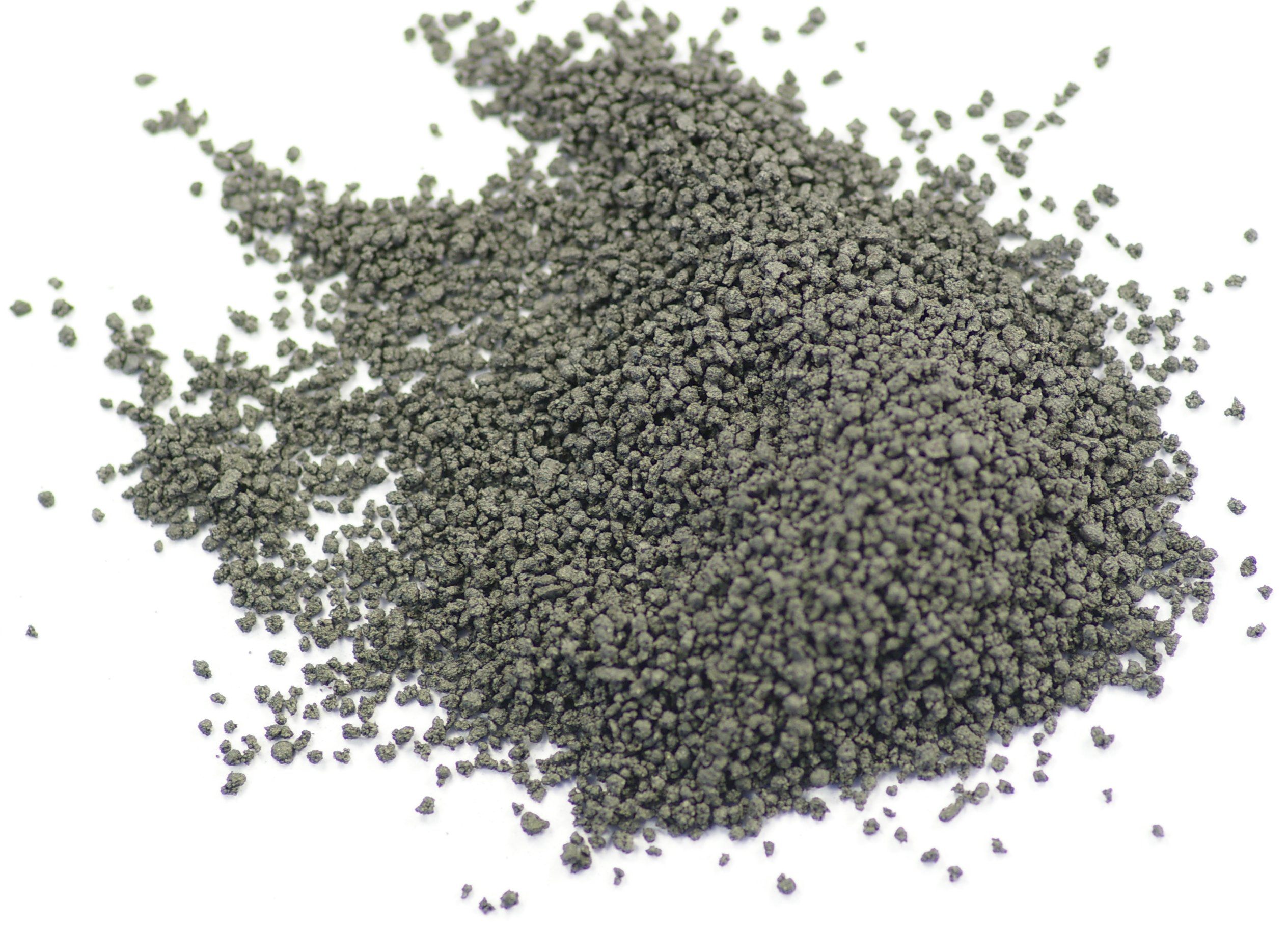
Amostra do substituto de pólvora negra comercializado com o nome de "Pyrodex" na gradação "FFG".

Um substituto de pólvora negra, é uma substância que pode substituir a pólvora negra usada nas armas de fogo de antecarga bem antigas, como mosquetes e garruchas, assim como nas de armas de fogo de cartuchos, desde os de papel até os metálicos mais recentes. 
Os substitutos de pólvora negra oferecem várias vantagens sobre a pólvora negra, incluindo principalmente a sensibilidade reduzida como explosivo e maior eficiência como propelente.

## Antecedentes
A pólvora negra, o primeiro dos propelentes de munição, caiu em desuso no final de 1800, pois os propelentes à base de colóides de alta energia eram muito mais seguros de fabricar, usar e armazenar. O cartucho .30-30 Winchester de 1895, desenvolvido para a Winchester Model 1894 foi o primeiro desenvolvido especificamente para a pólvora sem fumaça, sendo considerado o primeiro cartucho esportivo do tipo "sem fumaça" dos Estados Unidos.
A pólvora negra, tem um custo de produção baixo, é muito consistente e de fácil ignição. É classificada como explosivo, pelos órgãos e legislações de controle na maioria dos paízes, o que aumenta o custo de armazenamento e transporte. O que define um “explosivo” é basicamente uma questão de classificação.
Esse é um ponto importante de mencionar pois muitas coisas podem explodir (poeira de grãos, caldeiras), a definição do que é "explosivo" é muito subjetiva e uma questão de classificação. Um exemplo conhecido é que a "Tripoli Rocketry Association" e a "National Association of Rocketry" foram forçadas a processar a ATF por estabelecer uma regulamentação arbitrária do propelente composto de perclorato de amônio (APCP), que é comumente usado nos motores de foguetes de hobby. Demorou nove anos, mas em 19 de março de 2009, o juiz distrital dos Estados Unidos Reggie B. Walton decidiu a favor dos motores para modelos de foguetes e contra a ATF, ordenando que a moção dos reclamantes para julgamento sumário fosse concedida. O juiz Walton também escreveu: "É ainda ORDENADO que a decisão do réu de classificar o APCP como um explosivo sob a lei 18 U.S.C. § 841 (d) seja DESCONSIDERADA".
Com esse tipo de abuso sendo cometido, a indústria de recarga e de munições de arma de fogo sofria de uma "eterna" insegurança jurídica, fator que foi reduzido consideravelmente com o advento dos substitutos de pólvora negra que não são classificados como "explosivos", apesar de casos isolados de má interpretação da lei em prejuízo principalmente dos usuários de armas, continuarem acontecendo.
A pólvora negra, apesar de ser adequada para armas de pederneira e de espoleta de percussão quando usada corretamente, está se tornando cada vez menos prática devido à sua classificação como explosivo, sua corrosividade e sua propensão a absorver água.
Logo no início, foram lançados vários substitutos de pólvora negra como por exemplo:
- Pyrodex
- Shockey's Gold
- Black Mag
- Black Dot
- Triple Se7en
- White Hots
- Blackhorn 209

Com o passar do tempo, o mercado e questões de patentes se incumbiram de filtrar a oferta.

## Tipos de substitutos
O "Pyrodex" da Hodgdon foi o primeiro substituto amplamente disponível no mercado. O "Pyrodex" é menos sensível à ignição do que a pólvora negra e usa as mesmas diretrizes de transporte e armazenamento que a pólvora sem fumaça. O "Pyrodex" é mais energético por unidade de massa que a pólvora negra, mas é 27,5% menos denso e pode ser substituído na proporção de 1:1 por volume de pólvora negra em muitas aplicações. O "Pyrodex" é semelhante em composição à pólvora negra, consistindo principalmente em carvão, enxofre e nitrato de potássio, mas também contém grafite e perclorato de potássio, além de ingredientes adicionais protegidos por segredo comercial. Originalmente disponível em duas granularidades, "RS" (Rifle/Shotgun) igual à pólvora negra "FFG" e "P" (Pistol) igual à pólvora negra "FFFg", o "Pyrodex" agora está disponível nas variedades "Select" e de granulado sólido. Enquanto o "Pyrodex" oferece maior segurança e maior eficiência (em termos de disparos por quilo de pó) sobre a pólvora negra, o nível de incrustação é semelhante; O "Pyrodex" é cáustico e corrosivo. Portanto, o mesmo regime de limpeza usado na incrustação de pólvora negra deve ser empregado quando "Pyrodex" tiver sido usado.

## Outras alternativas
A Hodgdon também fabrica o "Triple Seven", um membro da família dos substitutos de pólvora negra sem enxofre. A "Triple Seven" e a "Black Mag3" são mais energéticas que a pólvora negra e produzem velocidades e pressões mais altas. Ainda queimando carbono, o combustível à base de carbono aqui queimado é da família do açúcar, não do carvão vegetal.
A Western Powders Company introduziu o "Blackhorn 209" em 2008. Como muitos outros substitutos de pólvora negra, ele é feito para ser um substituto volumétrico da pólvora negra. É utilizado em "medidas de pólvora negra" para aplicações de carregamento de antecarga. O "Blackhorn 209" é essencialmente não corrosivo, com baixa incrustação, muito consistente na geração de gás, mas não higroscópico.

## Medições de substitutos da pólvora negra
O grão é a medida tradicional do peso de balas, pólvora negra e pólvora sem fumaça em países de língua inglesa. É a unidade medida pelas balanças utilizadas no carregamento manual; comumente, as balas são medidas em incrementos de um grão, a pólvora em incrementos de 0,1 grãos. Existem 7.000 grãos em uma libra.
O Pyrodex, e muitos outros substitutos da pólvora negra, são formulados para ser equivalente à pólvora negra em uma relação volume por volume, não um equivalente em massa por massa (peso por peso). O Pyrodex é medido por técnicas de medição volumétrica, não em grãos em uma escala, devido à diferença na densidade do Pyrodex em relação à pólvora negra. Por exemplo, para medir um "equivalente a 60 grãos" do Pyrodex "Select" da Hodgdon adequado para uso em um rifle muzzleloader, usa-se uma medida volumétrica que produz um volume de Pyrodex igual ao volume de uma massa de 63,9 grãos de pólvora negra. Devido ao Pyrodex ser menos denso do que a pólvora negra, uma medição em peso em uma escala de 60 grãos de massa de Pyrodex seria quase uma sobrecarga de 30 por cento.
A equivalência de volume é um benefício no carregamento de armas de fogo tradicionalmente carregadas usando medidas volumétricas. Isso se torna um problema ao fabricar cartuchos de pólvora por meio de recarga manual usando um substituto de pólvora, uma vez que é prática comum medir por peso ao carregar cartuchos, e para isso, existem tabelas de conversão publicadas.
Ao contrário do Pyrodex, Blackhorn 209 ou Goex Clear Shot, o Triple Seven não é um substituto volumétrico para a pólvora negra. Triple Seven é, volume por volume, mais poderoso, porém gerando a mesma alta quantidade de resíduos da pólvora negra, e os usuários devem seguir as recomendações de carga do fabricante.

## Precauções no uso
Existe uma série de recomendações e precauções quanto ao uso de substitutos de pólvora negra. A principal delas é que a equivalência entre as cargas de pólvora negra e do substituto deve ser feita por volume e não por peso, mas existem várias outras que também devem ser seguidas.